# ماريو كاساتي
ماريو كاساتي (بالإيطالية: Mario Casati)‏ (مواليد 3 سبتمبر 1944) هو ملاكم إيطالي، مثّل بلاده في الألعاب الأولمبية الصيفية 1968.

## روابط خارجية
ماريو كاساتي على موقع بوكس ريك (الإنجليزية) (registration required)
- ماريو كاساتي على موقع أوليمبيديا (الإنجليزية)